# チェロソナタ第1番 (サン＝サーンス)
チェロソナタ第1番（Première Sonate pour Violoncelle et Piano）ハ短調 作品32は、カミーユ・サン＝サーンスによる1番目のチェロソナタである。

## 概要
サン＝サーンスが充実した作品を数多く生み出していた時期である1872年に書かれ、同年の12月7日に国民音楽協会の演奏会において初演された。翌1873年には出版され、友人のチェロ奏者ジュール＝ベルナール・ラセール (Jules-Bernard Lasserre) に献呈された。
力強い響きや情熱的な表現が多く、ハ短調という調性も相まって、サン＝サーンスには珍しくベートーヴェンを思わせる峻厳な印象を与える作品である。

## 構成
第1楽章
アレグロ、ハ短調、3/4拍子。ソナタ形式。序奏はなく、ピアノとチェロのユニゾンで第1主題が武骨に提示される。第2主題は変ニ長調で出る。
第2楽章
アンダンテ・トランクイロ・ソステヌート、変ホ長調、4/4拍子。三部形式。ゆるやかな16分音符のスタッカートに乗って穏やかな旋律(サン＝トギュスタン教会でのオルガンの即興演奏で生まれたものを元にしている)が歌われる。主部が再現される際には32分音符のパッセージが絡み付く。
第3楽章
アレグロ・モデラート、ハ短調、2/4拍子。ロンド形式。ピアノが終始無窮動的に動く、情熱と焦燥にあふれたフィナーレ。
現行の第3楽章は初演の際とは異なるものである。シャルル＝マリー・ヴィドールによると、初演が成功に終わった後、サン＝サーンスは客席にいた母にフィナーレが気に入らないと言われ、新しく書き直したという。